# 경주 불국사 금동아미타여래좌상
경주 불국사 금동아미타여래좌상(慶州 佛國寺 金銅阿彌陀如來坐像)은 대한민국 경상북도 경주시 불국사에 있는, 남북국 시대 신라의 금동 아미타여래 좌상이다. 1962년 12월 20일 대한민국의 국보 제27호 불국사 금동아미타여래좌상으로 지정되었다가, 2010년 6월 28일 현재의 명칭으로 변경되었다.

## 개요
경주시 토함산 기슭에 자리잡은 불국사는 통일신라 경덕왕 10년(751) 김대성의 발원에 의해 창건된 사찰로, 『삼국유사』에 의하면 김대성은 현세의 부모를 위해 불국사를, 전생의 부모를 위해 석굴암 석굴을 창건하였다고 한다. 금동아미타여래좌상은 불국사 극락전에 모셔진 높이 1.66m의 불상이다.
머리에는 작은 소라 모양의 머리칼을 기교있게 붙여 놓았으며, 정수리 부근에는 상투 모양의 머리(육계)가 큼직하게 솟아 있다. 원만하고 자비스러운 얼굴은 정면을 향하고 있으며, 눈썹은 반원형이고 콧날은 오똑하다. 신체 표현은 장중하여 건장한 남성의 체구를 연상시키며, 두 무릎은 넓게 퍼져서 매우 안정된 느낌을 준다. 오른쪽 어깨를 드러내고 왼쪽 어깨에만 걸쳐 입은 옷에는 거침없는 주름이 새겨져 있는데, 특히 옷깃 안쪽에서 밖으로 늘어지는 옷 접힘은 매우 사실적으로 표현되었다. 어깨 높이로 들어 약간 오므린 왼손은 손바닥을 보이고 있으며, 오른손은 무릎에 올려 놓고 엄지와 가운데 손가락을 약간 구부리고 있다.
떡 벌어진 어깨, 양감있는 당당한 가슴, 잘록한 허리 등에서 사실적이면서 세련된 신라 불상의 모습을 엿볼 수 있으며, 경주 불국사 금동비로자나불좌상(국보 제26호), 경주 백률사 금동약사여래입상(국보 제28호)과 함께 남북국 시대 신라 3대 금동불상으로 불린다.

## 같이 보기
- 불국사

## 참고 자료
- 경주 불국사 금동아미타여래좌상 - 국가유산청 국가유산포털